# レトラクト (位相幾何学)
位相幾何学という数学の分野において，レトラクション (retraction) とは，位相空間から部分空間への，その部分空間の全ての点の位置を保つ連続写像である．変位レトラクション (deformation retraction) は空間を部分空間に「連続的に縮める」という概念を捉える写像である．
絶対近傍レトラクト (absolute neighborhood retract, ANR) は特によく振る舞うタイプの位相空間である．例えば，すべての位相多様体は ANR である．すべての ANR は非常に単純な位相空間，CW複体，のホモトピー型を持つ．

## 定義

### レトラクト
X を位相空間とし，A を X の部分空間とする．このとき連続写像
r: X → A
がレトラクション (retraction) であるとは，r の A への制限が A 上の恒等写像であること，つまりすべての a ∈ A に対して r(a) = a であるときにいう．同じことであるが，
{\displaystyle \iota \colon A\hookrightarrow X}
によって包含写像を表せば，レトラクションとは連続写像 r であって
{\displaystyle r\circ \iota =\operatorname {id} _{A}}
なるもの，つまり， r の包含との合成が A の恒等写像であるものをいう．定義により，レトラクションは X から A の全射であることに注意．部分空間 A はそのようなレトラクションが存在するときに X のレトラクト (retract) と呼ばれる．例えば，任意の空でない空間は明らかな方法で点にレトラクトする（定値写像がレトラクションとなる）．X がハウスドルフならば，A は X の閉集合でなければならない．
r: X → A がレトラクションならば，合成 ι∘r は X から X への冪等連続写像である．逆に，任意の冪等連続写像 s: X → X が与えられると，終域の制限によって s の像の上へのレトラクションを得る．

### 変位レトラクトと強変位レトラクト
連続写像
F: X × [0, 1] → X
が空間 X の部分空間 A の上への変位レトラクション (deformation retraction) であるとは，すべての x ∈ X と a ∈ A に対して
{\displaystyle F(x,0)=x,\;F(x,1)\in A,\quad {\text{and}}\quad F(a,1)=a}
であるこという．言い換えると，変位レトラクションはレトラクションと X 上の恒等写像の間のホモトピーである．部分空間 A は X の変位レトラクト (deformation retract) と呼ばれる．変位レトラクションはホモトピー同値の特別な場合である．
レトラクトは変位レトラクトとは限らない．例えば，空間 X の変位レトラクトとして一点を持つということは，X が弧状連結である（実は可縮である）ことを意味する．
Note: 変位レトラクションの同値な定義は以下である．連続写像 r: X → A が変位レトラクションであるとは，それがレトラクションでありかつその包含との合成が X 上の恒等写像にホモトピックであるときにいう．この定式化において，変位レトラクションは X 上の恒等写像とそれ自身の間のホモトピーを伴っている．
変位レトラクションの定義において，さらにすべての t ∈ [0, 1] と a ∈ A に対して
F(a, t) = a
と仮定したとき，F を強変位レトラクション (strong deformation retraction) と呼ぶ．言い換えると，強変位レトラクションは，ホモトピーずっと A の点を固定したままにする．（Hatcher のように，これを変位レトラクションの定義にする著者もいる．）
例として，n 次元球面 Sn は Rn + 1 ∖ {0} の強変位レトラクトである；強変位レトラクションとして次の写像を取れる：
{\displaystyle F(x,t)=\left((1-t)+{t \over \|x\|}\right)x.}

### コファイブレーションと近傍変位レトラクト
位相空間の写像 f: A → X が (Hurewicz) コファイブレーション (cofibration) であるとは，それが任意の空間への写像に対してホモトピー拡張性質を持つときにいう．これはホモトピー論の中心的な概念の1つである．コファイブレーション f は必ず単射であり，実は像への同相である．X がハウスドルフ（あるいは コンパクト生成弱ハウスドルフ空間）ならば，コファイブレーション f の像は X において閉である．
すべての閉包含の中で，コファイブレーションは以下のように特徴づけられる．空間 X の閉部分空間 A の包含がコファイブレーションであることと以下は同値である．A は X の近傍変位レトラクト (neighborhood deformation retract) である，つまり，連続写像 u: X → I（ただし I = [0, 1]）で A = u−1(0) なるものと，ホモトピー H: X × I → X が存在して，すべての x ∈ X に対して H(x, 0) = x で，すべての (a, t) ∈ A × I に対して H(a, t) = a で，u(x) < 1 のときに h(x, 1) ∈ A となる．
例えば，CW複体の部分複体の包含はコファイブレーションである．

## 性質
- X のレトラクト A（レトラクションを r: X → A とする）の1つの基本的な性質は，すべての連続写像 f: A → Y が少なくとも1つの拡大 g: X → Y （すなわち g = f∘r）を持つことである．
- 変位レトラクションはホモトピー同値の特別な場合である．実は，2つの空間がホモトピー同値であることと，それらが両方とも1つのより大きい空間の変位レトラクトであることは同値である．
- 一点に変位レトラクトする任意の位相空間は可縮であり，また逆も成り立つ．しかしながら，一点に強変位レトラクトしない可縮空間は存在する[4]．

## No-retraction theorem
n 次元球の境界，すなわち (n − 1) 次元球面は，球のレトラクトではない．（ブラウアーの不動点定理#ホモロジーを用いた証明を参照．）

## 絶対近傍レトラクト (ANR)
位相空間 Y の閉部分集合 X が Y の近傍レトラクト (neighborhood retract) であるとは，X が X を含む Y のある開部分集合のレトラクトであるときにいう．
{\displaystyle {\mathcal {C}}} を位相空間のクラスであって同相と閉部分集合について閉じているものとする．Borsuk に従って（1931年に始まった），空間 X がクラス {\displaystyle {\mathcal {C}}} について絶対レトラクト (absolute retract) であるとは，X が {\displaystyle {\mathcal {C}}} に属しており，X が {\displaystyle {\mathcal {C}}} に属する空間 Y の閉部分集合であるときにはいつでも X は Y のレトラクトであることをいう．このとき {\displaystyle \mathrm {AR} ({\mathcal {C}})} と書く．空間 X がクラス {\displaystyle {\mathcal {C}}} について絶対近傍レトラクト (absolute neighborhood retract) であるとは，X が {\displaystyle {\mathcal {C}}} に属しており，X が {\displaystyle {\mathcal {C}}} に属する空間 Y の閉部分集合であるときにはいつでも X は Y の近傍レトラクトであることをいう．このとき {\displaystyle \mathrm {ANR} ({\mathcal {C}})} と書く．
正規空間のような様々なクラス {\displaystyle {\mathcal {C}}} がこの定義において考えられてきたが，距離化可能空間のクラス {\displaystyle {\mathcal {M}}} が最も満足のいく理論を与えることが分かっている．そのため，ノーテーション AR と ANR それら自身は本項で {\displaystyle AR({\mathcal {M}})} と {\displaystyle ANR({\mathcal {M}})} を意味するために用いられる．
距離化可能空間が AR であることと可縮かつ ANR であることは同値である．Dugundji によって，すべての局所凸距離化可能線型位相空間 V は AR である；より一般に，そのようなベクトル空間 V のすべての空でない凸部分集合は AR である．例えば，任意のノルム空間（完備であってもなくても）は AR である．より具体的に，ユークリッド空間 Rn, 単位立方体 In, ヒルベルト立方体 Iω は AR である．
ANR たちは「行儀のよい」位相空間の注目すべきクラスをなす．それらの性質のいくつかは：
- ANR のすべての開部分集合は ANR である．
- Hanner（英語版） により，ANR による開被覆を持つ距離化可能空間は ANR である[8]．（つまり，距離化可能空間に対して，ANR であることは局所的な性質（英語版）である．）任意の位相多様体は ANR であることが従う．例えば，球面 Sn は ANR であるが AR ではない（可縮でないので）．無限次元では，Hanner の定理により，ヒルベルト立方体多様体や，（かなり異なり例えば局所コンパクトでない）ヒルベルト多様体，バナッハ多様体（英語版）は ANR である．
- 任意の局所有限 CW 複体は ANR である[9]．任意の CW 複体が距離化可能なわけではないが，任意の CW 複体は（定義により距離化可能な）ANR のホモトピー型を持つ[10]．
- 任意の ANR X は次の意味で局所可縮である，すなわち X の点 x の任意の開近傍 U に対して，U に含まれる x の開近傍 V が存在して，包含 V → U は定値写像にホモトピックとなる．有限次元距離化可能空間が ANR であることとこの意味で局所可縮であることは同値である[11]．例えば，カントール集合は実数直線の ANR でないコンパクト部分集合である，なぜならば局所連結ですらないからである．
- 反例: Borsuk は R3 のコンパクト部分集合であって ANR であるが強局所可縮でないものを見つけた[12]．（空間が強局所可縮であるとは，各点 x の任意の開近傍 U が x の可縮開近傍を含むときにいう．）Borsuk はまたヒルベルト立方体のコンパクト部分集合であって局所可縮（定義は上述）であるが ANR ではないものを見つけた[13]．
- Whitehead（英語版） と Milnor により，任意の ANR は CW 複体のホモトピー型を持つ[14]．さらに，局所コンパクト ANR は局所有限 CW 複体のホモトピータイプを持つ；そして，West により，コンパクト ANR は有限 CW 複体のホモトピー型を持つ[15]．この意味において，ANR は任意の位相空間のすべてのホモトピー論的な病的さを避けている．例えば，ホワイトヘッドの定理（英語版）は ANR に対して成り立つ：ANR の間の写像であって（基点の任意の選択に対して）ホモトピー群上の同型を誘導するものはホモトピー同値である．ANR は位相多様体，ヒルベルト立方体多様体，バナッハ多様体，などを含むから，これらの結果は空間の大きいクラスに適用する．
- 多くの写像空間は ANR である．特に，Y を ANR で，ANR である閉部分空間 A を持つものとし，X をコンパクト距離化可能空間で，閉部分空間 B を持つものとする．このとき空間 (Y, A)(X, B), つまり対（英語版）の間の写像 (X, B) → (Y, A) 全体のなす空間にコンパクト開位相を入れたものは，ANR である[16]．したがって，例えば，任意の CW 複体のループ空間（英語版）は CW 複体のホモトピー型を持つ．
- Cauty により，距離化可能空間 X が ANR であることは，X の任意の開部分集合が CW 複体のホモトピー型を持つことと同値である[17]．
- Cauty により，計量線型空間（英語版） V（すなわち移動不変な計量を持つ位相ベクトル空間）であって AR でないものが存在する．V として可分なF空間（すなわち完備計量線型空間）を取ることができる[18]．（上の Dugundji の定理により，V は局所凸にはなりえない．）V は可縮であって AR ではないので，ANR でもない．上の Cauty の定理によって，V は開部分集合 U であって CW 複体にホモトピー同値ではないものを持つ．したがって，強局所可縮だが CW 複体にホモトピー同値でない距離化可能空間 U が存在する．強局所可縮なコンパクト（あるいは局所コンパクト）距離化可能空間が ANR でなければならないかどうかは知られていない．